# Chrysocharis debussyi
Chrysocharis debussyi är en stekelart som beskrevs av Christer Hansson 1985. Chrysocharis debussyi ingår i släktet Chrysocharis och familjen finglanssteklar.
Artens utbredningsområde är:
- Grekland.
- Turkiet.

Inga underarter finns listade i Catalogue of Life.